# Podomyrma gibbula
Podomyrma gibbula é uma espécie de formiga do gênero Podomyrma, pertencente à subfamília Myrmicinae.